# Савоя (замък)
Замъкът Савоя (на италиански: Castel Savoia, на френски: Château Savoie) е вила от XIX век в еклектичен стил, разположена в село Гресоне Сен Жан, регион Вале д'Аоста, Северна Италия.

## История
След някои ваканционни престои на кралица Маргарита Савойска и съпруга ѝ Умберто I от 1889 г. нататък в резиденцията на барон Бек Пеко Вила Маргарита в Гресоне Сен Жан, кралицата пожелава да има собствена резиденция от страната на долината под алпийския проход Коле Ранцола, от който се открива широка панорама към долината и върховете на масива Монте Роза. След известна съпротива от страна на съпруга й, който предпочита да отсяда в Замъка Сар за дълги ловни излети, кралицата получава разрешение за строеж на своя ваканционна къща на надморска височина от 1440 м. По проекта работи архитект Емилио Страмучи, вече работил за промените в Кралския дворец в Торино и в други савойски резиденции.
Основният камък е положен през лятото на 1899 г., но крал Умберто I не отсяда в замъка, тъй като е убит през 1900 г., т.е.  преди завършването на работите през 1904 г. Кралица Маргарита, овдовяла и лишена от функцията й на кралица майка, прекарва дълги ваканционни периоди там до 1925 г. Тя приема известни представители на литературата, с които обича да се обгражда, сред които поета Джозуе Кардучи, и привързания към нея внук– младият принц на Пиемонт Умберто II.
След смъртта на кралицата през 1926 г. замъкът остава затворен за няколко години. През 1936 г. е продаден на миланския индустриалец Еторе Морети, който го запазва почти непокътнат. Наследниците му продават замъка на автономния регион Вале д'Аоста през 1981 г.

## Описание
Сградата, носеща името „замък“, всъщност е голяма триетажна вила в еклектичен стил, характеризираща се с пет неоготически кули. Смесването на стилове е изрично искане на кралицата, която лично участва в развитието на работите с особено усърдие.
Сградата е построена с широко използване на местни скали и се появява в цялата си строгост, но редуването на архитектурни модули, множеството прозорци, тридъгови или четиридъгови прозорци и разнообразието от стилове ѝ придават доста хомогенен и хармоничен вид. Конструкцията е разположена на три етажа и има правоъгълен план, фланкиран от пет неоготически кули с различна височина, една от които е осмоъгълна. Те са увенчани с шпилове, които са различни един от друг. Централната кула, най-високата, разполага с покрита тераса, характеризираща се с извит покрив с капандури, които гарантират гледката към кралските карабинери над целия имот.
На приземния етаж има трапезария, игрална зала с билярдна маса, няколко дневни, голяма полукръгла веранда и почетна зала с фина полукръгла дъбова стълба с двойна рампа. Той, заедно с обзавеждането, декоративните панели по стените и дървените касетни тавани, гъсто украсени със савойски символи и флорални мотиви (маргаритки), които изрично напомнят на името на кралицата, са дело на торинския гравьор Микеле Делера; стенописите и рисунките на тапицерията от лен и коприна са дело на Карло Кусети, също доставчик на Кралския дом.
На основния етаж се помещават частните апартаменти на кралица Маргарита, нейния син Виктор Емануил III, нейната снаха – кралица Елена Черногорска и нейния внук Умберто II. По-малка стая е запазена за маркиза Паола Пес ди Виламарина – първа придворна дама на кралицата.
На втория етаж има стаи за гости и достъп до покритата тераса на най-високата кула, докато подземният етаж се използва като мазе.
Една особеност отличава тази резиденция, а именно липсата на кухни, които самата кралица поисква да бъдат построени извън сградата, на около тридесет метра, в сградата, която от 1981 г. помещава билетната каса и тоалетните за посетители. Връзката с кухните за транспортиране на храната е осигурена от подземен тунел, оборудван с двоен коловоз Decauville, където ястията изминават краткото си пътуване на специални херметически затворени електрически колички до вътрешен асансьор, който ги отвежда директно до трапезарията на замъка.
Местоположението от страната на долината позволява човек да се наслади на обширната гледка към ледника Лискам и масива Монте Роза. 
Сградата е заобиколена и от голям парк, в който има малка борова гора и алпинеум в подножието на сградата. Свързани с алеята към замъка са и няколко жилищни структури: Вила Белведере (Villa Belvedere), навремето служила като къща за гости, настаняване за попечителите, за слугите и за ескорта на Кралските карабинери, и Уединено място „Кардучи“ (Romitaggio Carducci), посветена на спомен за отседналия там поет и приятел на кралицата Джозуе Кардучи.

## Кастел Савоя в киното
През 2012 г. Кастел Савоя е мястото на заснемане на филма „Най-лошата Коледа в живота ми“ (Il peggior Natale della mia vita) на режисьора Алесандро Дженовези.

## Галерия с изображения
- Входната врата на Кастел Савоя
- Спалнята на кралица Маргарита
- Леглото на кралица Маргарита
- Камината на спалнята на кралицата
- Таванът на спалнята на кралицата
- Банята на кралица Маргарита
- Джузепе Бертини, Портрет на кралица Маргарита в носия на Гресоне, 1890
- Чезаре Талоне, Портрет на Луиджи Бек Пеко, 1892